# Aloe canis
Aloe canis là một loài thực vật có hoa trong họ Măng tây. Loài này được S.Lane mô tả khoa học đầu tiên năm 2003.